# Povoamento das Américas
O povoamento da América é uma questão arduamente discutida no meio científico, e várias teorias foram elaboradas para explicar a chegada do homem ao continente. Os cientistas não têm dúvidas de que o ser humano não é autóctone, ou seja, não se originou na América, e que o continente tenha sido povoado por homens provenientes de outras partes do mundo (aloctonismo). Há um certo consenso de que a América tenha sido povoada desde a Sibéria, na Ásia. Todavia, para além desse relativo consenso, a comunidade científica discute, desde a primeira década do século XX, em qual época, por quais as rotas e quantas ondas migratórias teriam povoado o continente americano.
Estudos de DNA têm sido responsáveis por demonstrar a ancestralidade dos povos americanos, bem como as rotas migratórias e as dinâmicas das populações estabelecidas no continente. Ainda não existe consenso sobre quantas migrações ou em que momento as migrações de populações humanas ocorreram para a América. Ao que tudo indica, grande parte do povoamento, e as migrações para porções mais ao sul, tenham sido realizadas por rotas costeiras.

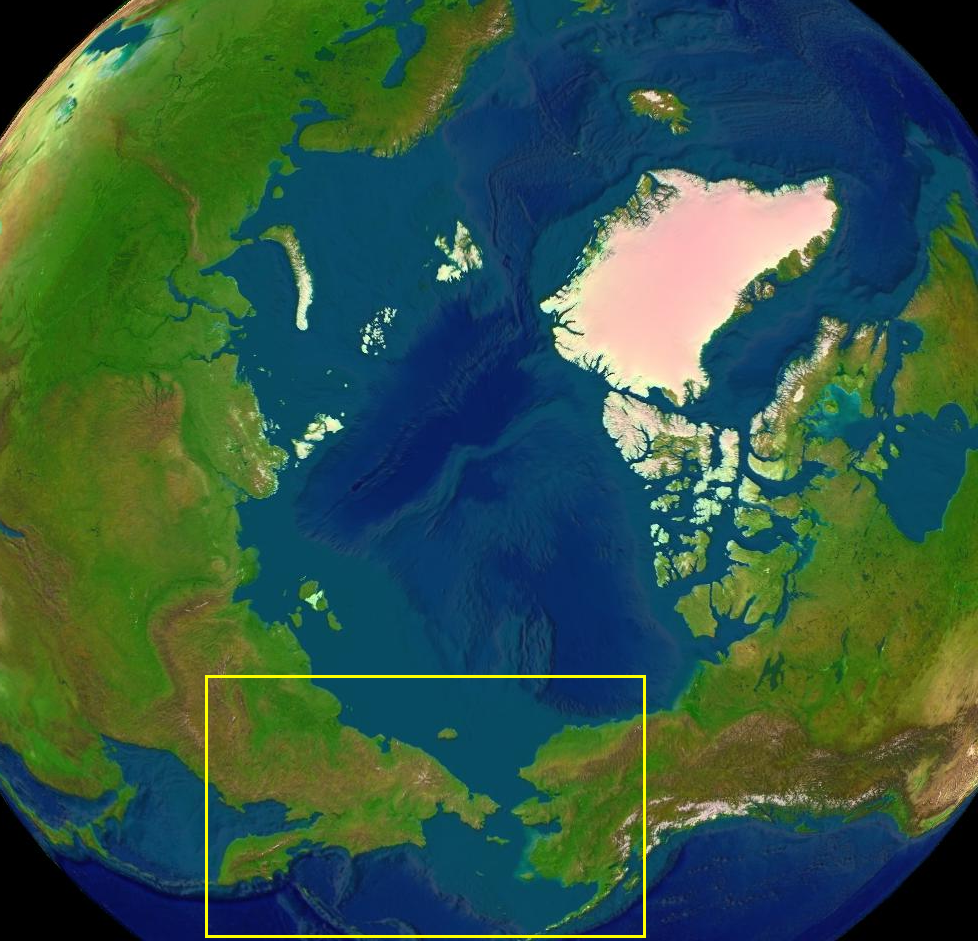
O estreito de Bering, indicado pelo retângulo, separa a Ásia da América. Segundo a teoria mais aceita, por ali passaram os primeiros homens que chegaram à América.

## Hipóteses do Povoamento

### Hipótese do Povoamento pelo Estreito de Bering

Mapa da América mostrando sítios arqueológicos anteriores à Cultura Clóvis.

Esta hipótese foi proposta inicialmente no ano de 1590 d.C. por José de Acosta e passou a ser aceita na década de 1930, mais especificamente entre os anos de 1928 e 1937, quando foram encontrados, em escavações arqueológicas nas proximidades da cidade de Clovis (Novo México), nos Estados Unidos, artefatos de mesmo tipo dos anteriormente descobertos na região da Beríngia.
Atualmente, é consenso entre os especialistas que, durante a última era glacial, a concentração de gelo nos continentes fez descer o nível dos oceanos em pelo menos 120 metros. Esta descida provocou, em vários pontos do planeta, o aparecimento de diversas conexões terrestres, como, por exemploː Austrália-Tasmânia com Nova Guiné; Filipinas e Indonésia; Japão e Coreia.

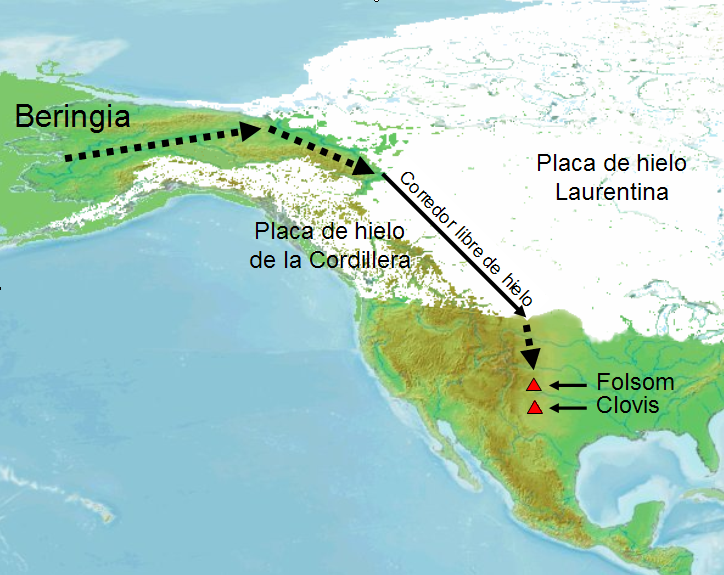
Uma das possíveis rotas de entrada do homem na América através da Beríngia

Um destes lugares foi a Beríngia, nome que recebe a região que divide a Ásia da América. É nesta área que ambos os continentes entraram em contacto. Devido a sua baixa profundidade (entre 30 e 50 metros), a descida do nível do mar colocou, a descoberto, um amplo território que alcançou 1 500 quilômetros, unindo as terras da Sibéria e do Alasca, aproximadamente há 40 000 anos.
Neste sentido, em concordância com a Beríngia, dados arqueológicos, morfológicos, de esqueleto e de dentição, e até dados genéticos, têm demonstrado que os povos americanos têm como ancestrais os povos asiáticos. A hipótese do povoamento pelo Estreito de Bering fortalece a perspectiva do povoamento humano durante o Pleistoceno Tardio (± 17.000 - 13.000 anos) advindos da Ásia/Rússia para a América do Norte/Alasca.
Embora o período e as rotas do povoamento americano ainda sejam debatidos, existem fortes evidências considerando o período da Última Grande Glaciação (do inglês: Last Glacial Maximum - LGM) como momento propício para o deslocamento intercontinental nesta região, uma vez que os níveis dos oceanos estavam 130 metros abaixo dos níveis normais de profundidade.
Vale ressaltar que a América não foi ocupada de maneira contínua pelos primeiros povoamentos humanos. Devido à junção das geleiras Cordilheira e Laurentide, existia uma barreira física e climática para que fosse ocupado regiões mais ao sul. Portanto, houve um período de isolamento na Beríngia, no qual as populações fundadoras residiam nessa faixa de terra. Somente ± 15 mil anos atrás, a geleira Cordilheira começou a derreter, permitindo uma rota de migração sentido sul pela porção oeste, na costa do pacífico.
A região do “corredor livre de gelo”, ao leste das Montanhas Rochosas, não possui registros de habitação humana até ± 10.600 anos. Após essa data, teria ocorrido um segundo pulso migratório vindo da Beríngia, que contribuiu para a estruturação das populações da América do Norte. Há autores que defendem que essa estrutura tenha sido definida anteriormente, na bifurcação ocorrida durante a migração pelo litoral.

#### Modelos “primeiro Clovis” e pré-Clovis
O modelo “primeiro Clovis” (do inglês, Clovis First), se refere a hipótese de que os colonizadores iniciais da América do Norte, caçadores especialistas na caça e abate de megafauna, se depararam com a ponte continental na Beríngia após o final do último máximo glacial, migrando para o sul, através do corredor livre de gelo e posteriormente teriam colonizado a América Central e Sul. Essa hipótese afirma que os seres humanos chegaram ao continente americano há menos de 11.500 anos. A desconfiança no modelo cresceu conforme houve reavaliações das datações de radiocarbono de sítios arqueológicos norte-americanos, que indicaram uma vida relativamente curta (cerca de 400 anos) dessa cultura, e pela presença de projéteis semelhantes em sítios sul-americanos contemporâneos a sítio Clovis mais tardios.   A partir de evidências de sítios norte-americanos anteriores à cultura Clovis, o modelo pré-Clovis propõe que houve uma rápida colonização, após o último máximo glacial, do território da América do Norte. Há também sítios sul-americanos pré-Clovis no Peru, Venezuela e Chile, entre os quais estão as escavações em Monte Verde I (Chile), cujos registros demonstram a existência de ocupação humana na América do Sul entre 14 500 e 18 500 anos. A antiguidade desses sítios sul-americanos não é universalmente aceita.

### Hipótese Malaio-Polinésia
Esta teoria defende que diversas populações teriam se utilizado de canoas primitivas e que, indo de ilha em ilha rumo a leste, teriam chegado na América do Sul. O principal defensor desta teoria foi o antropólogo francês Paul Rivet, que defendeu esta teoria em 1943. Não negava a passagem do homem pela Beríngia; apenas defendia que a chegada do homem na América teria ocorrido por mais de uma rota. Esta passagem teria ocorrido em dois momentos e em dois lugares diferentes. Primeiramente na Austrália, 6 000 anos antes da Beríngia; e na Melanésia um pouco mais tarde.
Dados recentes de DNA ancestral (aDNA) indicam que há uma maior proporção de ancestralidade australo-melanésia, em nativos americanos da América do Sul, assinatura ausente em populações indígenas da América do Norte e Central. Uma das hipóteses para explicar essa observação está na proposta “população Y”. Segundo alguns autores, haveria uma população ancestral, ainda não identificada, do nordeste da Ásia que teria contribuído para a colonização tanto da América quanto da Austronésia. Portanto, essa variação observada hoje em indígenas da América do Sul seria o resultado da variabilidade presente no DNA de um grupo de paleoíndios que participaram da colonização inicial do continente.

### Hipótese do povoamento pelo Oceano Pacífico
Walter Neves, um antropólogo evolucionário da Universidade de São Paulo, desenvolveu ao longo de vinte anos, a teoria que defende que o continente americano foi colonizado por duas ondas de Homo sapiens vindos da Ásia. A primeira onda de migração se acredita ter chegado há cerca de 14 mil anos e tinha sido composta por indivíduos com morfologia não mongoloide, semelhante à dos Aborígenes e aos africanos, de morfologia negroide. Esta primeira onda não deixou qualquer descendente. A segunda onda migratória se acredita ter chegado no continente há cerca de 12 mil anos, e os membros deste grupo tinham as características físicas dos asiáticos, de quem os modernos povos indígenas possivelmente derivam. Entretanto, em 2013 pesquisadores desenterraram instrumentos de pedra provando que os seres humanos alcançaram o que é hoje o nordeste do Brasil há aproximadamente 22 mil anos.
Uma investigação mais aprofundada e a medição de centenas de crânios da Serra da Capivara, incluindo o mais antigo, de uma jovem mulher que foi chamada de Luzia, levou Neves e outros arqueólogos a especularem uma  incrível viagem por mar, da Austrália para o Brasil, que não teria sido realizada com conhecimento de rotas, mas por acidente. Niède Guidon, arqueóloga brasileira, pioneira das escavações, afirmou, há mais de duas décadas, que sua equipe tinha encontrado evidências na forma de carvão vegetal, a partir dos restos de uma fogueira, que os seres humanos tinham vivido na Serra da Capivara há cerca de 48 000 anos.  Neves, no entanto, em entrevista ao Le Monde Diplomatique explica que não imaginou uma viagem direta, mas uma migração, que poderia inclusive ser pelo Alasca.

## Migrações para a América do Sul
Estudos genéticos, esqueléticos e arqueológicos demonstram que os primeiros humanos sul americanos chegaram à região 13 mil anos atrás, durante o fim do Pleistoceno e início do Holoceno. O povoamento da região sul do continente americano é bastante debatida, uma vez que a região neotropical apresentava condições físicas, climáticas e geográficas distintas das presentes na porção norte.
Ao que se indica, as populações sul americanas chegaram pelo Istmo do Panamá, seguindo pela costa marinha e por rotas fluviais. Existem outros argumentos, por exemplo, que a colonização se deu pelos Andes. No entanto ainda é incerto a rota específica, uma vez que grande parte dos sítios arqueológicos na região costeira deste período (13 mil anos atrás), está submersa entre 100 a 120 m de profundidade, devido ao derretimento do gelo do período glacial.
A adaptação e estabelecimento de populações humanas na América do Sul se refletiu no desenvolvimento de tecnologias em ferramentas utilizadas para caça de animais, principalmente fauna de médio e pequeno porte, como caititus (Pecari tajacu) e queixadas (Tayassu pecari). As ferramentas utilizadas na região sul americana são distintas das ferramentas encontradas na região de ocorrência das populações Clóvis, portanto ao que se indica, foram populações contemporâneas, logo a população sul americana não seria descendente de Clóvis, a exemplo das indústrias líticas de Umbu, Itaparica e Lagoa Santa, encontradas no Brasil.
O estabelecimento das populações na América do Sul está relacionado com o sedentarismo e com a adaptação do ambiente para suprir recursos essenciais, como árvores e plantas. O processo de produção local de alimentos pela agricultura, menos dependente da sazonalidade ambiental, permitiu o crescimento demográfico e a expansão das populações humanas nesta região.

### Sítios pré-Último Máximo Glacial
Alguns sítios sul americanos, como os de Pubenza (Colômbia), Caverna Pikimachay (Peru), Monte Verde I (Chile) e Santa Elina, Toca da Tira Peia , Rincão I e Pedra Furada (Brasil), apresentam evidências para uma ocupação da América anterior ao último máximo glacial. Entre os achados desses sítios, nos três primeiros as evidências são ditas como “plausíveis”, não universalmente aceitas, mas com uma expectativa mais promissora ressalvas pela necessidade de uma investigação mais completa dos locais. Se os achados com datações mais antigas de Monte Verde I, com registros de ocupação há 16.500 anos, forem aceitos, deve ocorrer uma reavaliação completa dos modelos de povoamento da América. Os sítios brasileiros são vistos como mais “problemáticos”, possuindo achados que datam de até 50.000, tendo vários questionamentos acerca de seu status antropogênico. Embora não haja um consenso e os tópicos permaneçam em debate, esses sítios proporcionam conjuntos de evidências que, caso aceitos, possam levar a uma revisão completa das hipóteses sobre povoamento e ocupação da América.

## Outros humanos
Segundo a teoria geralmente aceita,  os  primeiros humanos teriam chegado à América, entre 11 000 e 27 000 anos atrás por meio de uma "ponte" de terra que então conectava a Sibéria e o Alasca.
Acredita-se que o Homo sapiens tenha deixado a África em várias ondas - a primeira não antes de 130 000 anos - chegando à China, entre  80 000 e 120 000 anos atrás, e à Austrália há 50 000 anos. Uma onda posterior, também proveniente da África teria chegado à Europa Ocidental há cerca de 42 000 anos. Para esse primeiros humanos, uma ponte para a América estaria muito longe. Mas os primeiros membros do gênero Homo- incluindo as espécies que eventualmente evoluíram para os Neandertais - já haviam deixado a África e povoado a Eurásia. Em 2015, especialistas especularam que o Sapiens ou outra espécie de Homo poderia ter entrado na América do Norte, por uma ponte de terra e, em seguida, por barcos. Mas ainda não há provas suficientemente convincentes. Não há indicação genética de que os Neanderthais tenham alcançado a América, e nada sugere que fossem marinheiros. Ademais, também é prematuro invocar os Denisovanos, dado o pouco que se sabe sobre eles No entanto, sabe-se que uma espécie Homo usou ferramentas de pedra para separar ossos, dentes e presas de um mastodonte, há aproximadamente 130.700 anos, em local próximo ao que agora é San Diego. Há cerca de 130 000 anos, segundo os pesquisadores, um clima relativamente quente e úmido teria deixado submersa qualquer ligação terrestre entre o nordeste da Ásia e o que é agora o Alasca. Assim, os antigos colonizadores  da América devem ter chegado ao continente, em canoas ou outras embarcações, e viajado pela costa do Pacífico. As evidências sobre os candidatos a quebradores de ossos de mastodonte do sul da Califórnia incluem Neandertals, Denisovanos e Homo erectus - todos  habitantes do nordeste da Ásia há cerca de 130 000 anos. Candidato menos provável é o Homo sapiens, que alcançou o Sul da China, entre 80 000 e 120 000 anos atrás.